# Y ahora voy a salir (Ranxeira)
Y ahora voy a salir (Ranxeira) es el decimocuarto sencillo de Mägo de Oz y el primero del álbum La Ciudad de los árboles.
El videoclip de la canción fue estrenado el 10 de octubre del 2007, en la página web oficial del grupo.
La canción mezcla la ranchera mexicana y la muñeira gallega; de donde proviene el término "Ranxeira". En el video musical se pueden apreciar a algunos integrantes del grupo usando trajes típicos de mariachi teniendo una bandera mexicana.
La canción incluye algunos mexicanismos como carnal (amigo) y padre (muy bueno).
El sencillo incluye como B-Side una versión del tema «Moonlight Shadow», de Mike Oldfield, teniendo a la voz a Patricia Tapia, corista del grupo y vocalista de KHY. 
Meses después del lanzamiento del sencillo, Mägo de Oz volvió a usar la melodía para una canción llamada Soy del Real Madrid, incluida en el álbum Sentimiento madridista dedicado al equipo de fútbol madrileño.

## Lista de canciones
| N.º  | Título                                   | Duración |  |
| 1.   | «Y Ahora Voy a Salir (Ranxeira)»         | 3:55     |  |
| 2.   | «Moonlight Shadow» (Mike Oldfield cover) | 3:25     |  |
| 7:30 |                                          |          |  |